# Julian Bonequi
Julian Bonequi (27 de diciembre de 1974) es un artista mexicano que trabaja predominantemente con ruido e improvisación, y gráficos 3D. Es baterista y experimenta con la electrónica y la voz para crear un entorno rítmico mucho más rico en atmósferas y situaciones. Toca en la Orquesta FOCO, y crea junto con Dave Tucker y Ricardo Tejero el proyecto Machinations of Joy.
Julian Bonequi se establece en Barcelona con la escena española de improvisadores desde 2004, es miembro activo del colectivo de improvisadores españoles MusicaLibre y ha performando también con un vasto rango de músicos de muy diversos estilos. Performa como músico invitado de la London Improvisers Orchestra por primera vez haciendo voz y electrónica en el 10.º Aniversario en el HMS President, atraído por las raíces de la improvisación libre y los músicos que le inspiraron a hacerse improvisador desde sus comienzos como músico, tras la gira por España con y por Dave Tucker y Ricardo Tejero en 2008.
De 1995 a 2004 participa en diversos proyectos de  folklore, rock en oposición, psicodelia e improvisación libre en Ciudad de México. Desde 2004 vive y trabaja en España. Algunas de esas bandas con las que ha participado:Decibel, Humus, Ensamble 1870 (Juan Carlos Ruíz y Gustavo Albarrán), Germán Bringas, Nirgal Vallis y Saena con José Luis Fernández Ledesma, y Metaconciencia con Ricardo Moreno de Iconoclasta.

## Biografía

### Primeros años
Desde 1995 toca en grupos y proyectos de punk, psicodelia, stoner rock y rock progresivo, intentando en todos ellos dar la debida importancia a la libertad que la improvisación da a la música.
Toca con Humus, que es fundada en 1987 por Jorge Beltrán (guitarra y teclados) y Víctor Basurto al bajo. Ambos músicos son creadores de muchas otras importantes bandas mexicanas de los 80, como Frolic Froth, Smoking The Century Away, Euphoric Darkness, Loch Ness y Semefo. Desde 1997 Westminster es el baterista permanente de Humus, que es precedido por Julian Bonequi de 1998 al 2000 que es cuando Jorge Beltrán invita a Bonequi y hace importantes contribuciones en diferentes álbumes (aún por publicar).
En 1999 conoce a los músicos del legendario Decibel. Decibel fueron una rara excepción de la escena progresiva del período de 1978 en México, y conocedores de grupos europeos como Faust, Magma, Gong, y los maestros del prog italiano Il Balletto di Bronzo. La formación está centrada en el tecladista Carlos Robledo y el bajista Walter Schmidt. Así es que finalmente es con Decibel que Bonequi encuentra un lugar común para desarrollar sus inquietudes y habilidades y experimentar aún más. Con dicha banda, Bonequi se presenta en el Primer Festival International de Rock Progresivo en Ciudad de México, y junto con Magma y Gong en junio de 1999.
Simultáneamente para ese entonces tocaba con el guitarrista Víctor Méndez de la banda Oxomaxoma, con quien venía tocando desde 1997 aproximadamente.
En marzo del 2000 se presenta con Decibel nuevamente en el Museo Ex-Teresa Arte Actual del centro histórico de la Ciudad de México, donde celebran el 25 Aniversario del grupo y presentan el CD Fortuna Virilis, así como una retrospectiva con el trabajo de Decibel hecho desde 1974. Este concierto es parte de la caja que contiene 3 discos llamada Fiat Lux, y fue la última vez que Decibel, esta legendaria banda de Rock en Oposición mexicana tocará junta, sin Javier Baviera o Jaime Castañeda en esta ocasión, pero con Julian Bonequi a la batería y Juan Carlos Ruiz en el fagot, miembro formador de Nazca otra de las bandas importantes del rock underground de México, y líder de Culto Sin Nombre) con quien Julian Bonequi, Alejandro Sánchez violín de Decibely Nazca, y Gustavo Albarrán al corno francés se juntarían en 2003 en el Ensamble de Música Contemporánea, el Ensamble 1870 y se presentan en la plaza del Centro Nacional para la Cultura y las Artes.
A finales del 2000, el Sello discográfico Israelí, MIO Records produce una caja triple llamada Fiat Lux. The complete recordings. 1977 - 2000, que contiene todos los álbumes grabados en estudio, y el plus material en vivo y de conciertos y rarezas con material inédito. Y un pequeño booklet de 28 páginas con fotografías de los inicios de la banda.Esta caja contiene en el tercer disco el concierto el 25 aniversario en el Ex-Teresa Arte Actual que grabarían Bonequi y Juan Carlos Ruíz como músicos invitados.
En 2003 con Metaconciencia Julian Bonequi graba el primer álbum de esta banda con el disco "Bestiario" que es publicado por el Sello francés MUSEA Records. Los críticos reciben bastante bien el disco.  Se habla de un rock instrumental con influencias que van del rock progresivo de los setenta, al jazz-rock, o la música mexicana con un homenaje que hacen a Silvestre Revueltas en la pieza 1899. La música
de Bestiario es muy intensa, acompañada de baterías extraordinarias.

### España/Londres

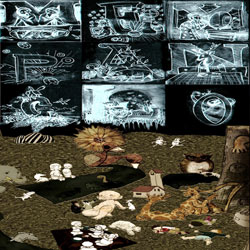
Machinations of Joy con Dave Tucker

Es uno de los tres bateristas de la Orquesta FOCO en Madrid y miembro activo del Colectivo de Improvisadores Españoles Musicalibre de 2006 al 2011.
En la edición del Festival Hurta Cordel, celebrado en la última semana de enero de 2009, FOCO fue conducida por el músico y compositor, jazzista experimental neoyorquino, William Parker, y se presentaron juntos en el Palau de la Música Catalana en Barcelona
Con la Orquesta FOCO, Julian Bonequi ha sido dirigido también por David Leahy (LIO), Michael Fischer (Vienna Improvisers Orchestra), y en 2010 bajo la conducción de Keith Tippett.
En 2010, el 9 y 11 de febrero se presenta con Pandillismo en el XIV Festival Internacional de Improvisación Hurta Cordel en Madrid, y en el marco del mismo festival, pero en la primera edición en Barcelona.
Pandillismo son Rogelio Sosa, Mario de Vega, Juan Pablo Villa y Julian Bonequi.

### Berlín
Edu Comelles (creador y coordinador de Audiotalaia)  artista sonoro catalán viviendo en Valencia, y Bonequi (mánager y curador) se establecen desde 2010 en Berlín y deciden crear Audition Records. El sello busca documentar el desarrollo de la improvisación y la música experimental en Europa, tanto por artistas nativos de cada ciudad como por otros de paso, o establecidos en ciudades europeas, que extienden su curiosidad y conceptos sonoros alrededor del mundo.
Julian Bonequi, artista residente del proyecto NK en 2010, espacio alternativo de investigación, talleres y conciertos dedicado a las artes sonoras en Berlín, toma parte en la creación y el apoyo de esta "cultura" enfocada en la música experimental. Bonequi anuncia a NK como nuevo colaborador de Audition Records,y deciden juntos publicar selecciones de conciertos y performances en acuerdo con los artistas. Con el paso del tiempo se suman Salon Bruit, Altes Finamzamt, y muchos otros curadores y artistas alrededor de Europa, México, Estambul y Latinoamérica.

### Estambul
Audition Records, Julian Bonequi y Umut Çağlar ( creador y curador del sello  re:konstrukt ), anuncian en enero del 2011 que el sello turco afincado en Estambul, el lanzamiento de una grabación de Julian Bonequi como músico invitado con Korhan Futacı, Umut Çağlar, Barlas Tan Özemek y Yasemin Mori, como nuevos colaboradores, el álbum está catalogado como "re044: The Sun, the Moon & the Stars".

## Publicaciones

### Improvisación
- Sangre Azteca,[20] grabado en NK- Berlin (2011)
- Reptilian Mambo,[21] grabado en The Hodge Podge St. (2011)
- Angry Lords,[22] grabado en Air-Krems, Discordian Records (2011)
- Comechingones,[23] grabado en The Hodge Podge St. (2011)
- The Third Mind,[24] grabado en The Hodge Podge St. (2011)
- Ultraspeißer,[25] grabado en NK, (2011)
- ar027 Pandillismo,[26] grabado en Hurta Cordel (2010)
- 044 The Sun, The Moon & The Stars,[27] grabado en re:konstruKt Istanbul (2011)
- arm001 Matarratas,[28] grabado en NK Projekt (2010)
- Tabla y Cuchillo,[29] grabado en Rupprechtstraße 20 (2011)
- Berlin Improvisers Orchestra,[30] grabado en Wendel, Berlin (2010)
- NK Rekordings,[31] grabado enNK Projekt, Berlin (2010)
- Machinations of Joy.[32] "Audiotalaia Netlabel" Music Technology Group St. Universidad Pompeu Fabra. Barcelona (2010)
- Los Idiotes[33]  "A.M.P. Records" Music Technology Group St. Universidad Pompeu Fabra. Barcelona-Mexico(2009)
- Decibel Fiat Lux, The complete recordings. 1977 to 2000. "MIO Records". Israel (2000)
- Hans Tammen - Ursel Schlicht Statements en México. CONACULTA and Fundación BBVA Bancomer (2000)

### Compilados en línea
- New Weird Berlin Compilation[34] Recorded at NK Projekt (2010)
- Julian Bonequi & Eduardo Melendez. "Sous les pieds Remix Project". Headphonica NetLabel. France(2009)
- Julian Bonequi & Kenji Siratori "Mandorla Autum Net Project" (2009)

### Colaboraciones
- Sara Herculano SHHHHH! "A.M.P. Record Label" Spain-Mexico (2009)
- The Beauty Noise[35] Con Kenji Siratori "AMP Records" (2009)

### Músico invitado
- Híbridos José Luis Fernández Ledesma,"Luna Records". México (2007)
- La Paciencia de Job, "Musea Records". Les Classiques du Futur. Francia (2004)
- Metaconciencia Bestiario, "Musea Records". Francia (2003)
- Smoking the Century Away, "Nuggetphase Records". Países Bajos (2001)

## Netaudio
- Not Me,[36] Impronet: The Improvisators Network